# Шинас
Шина́с — город в северной части Султаната Оман, провинция Северная Эль-Батина, а также одноименного вилайета. Расположен в 127 км к северо-западу от столицы Маската, на побережье Оманского залива, рядом с границей между Оманом и Объединёнными Арабскими Эмиратами. Население 9 720 человек (2020), почти 2/3 из которых являются гражданами других государств. Ближайший аэропорт находится в 27 км — международный аэропорт Фуджейра.
В Шинасе и его окрестностях значительное количество исторических зданий, фортов и башен. В порту Шинаса можно увидель традиционные лодки дау, которые все еще эксплуатируются и приносят прибыль от рыбалки и экспорта свежих морепродуктов в соседний Дубай.

## Галерея

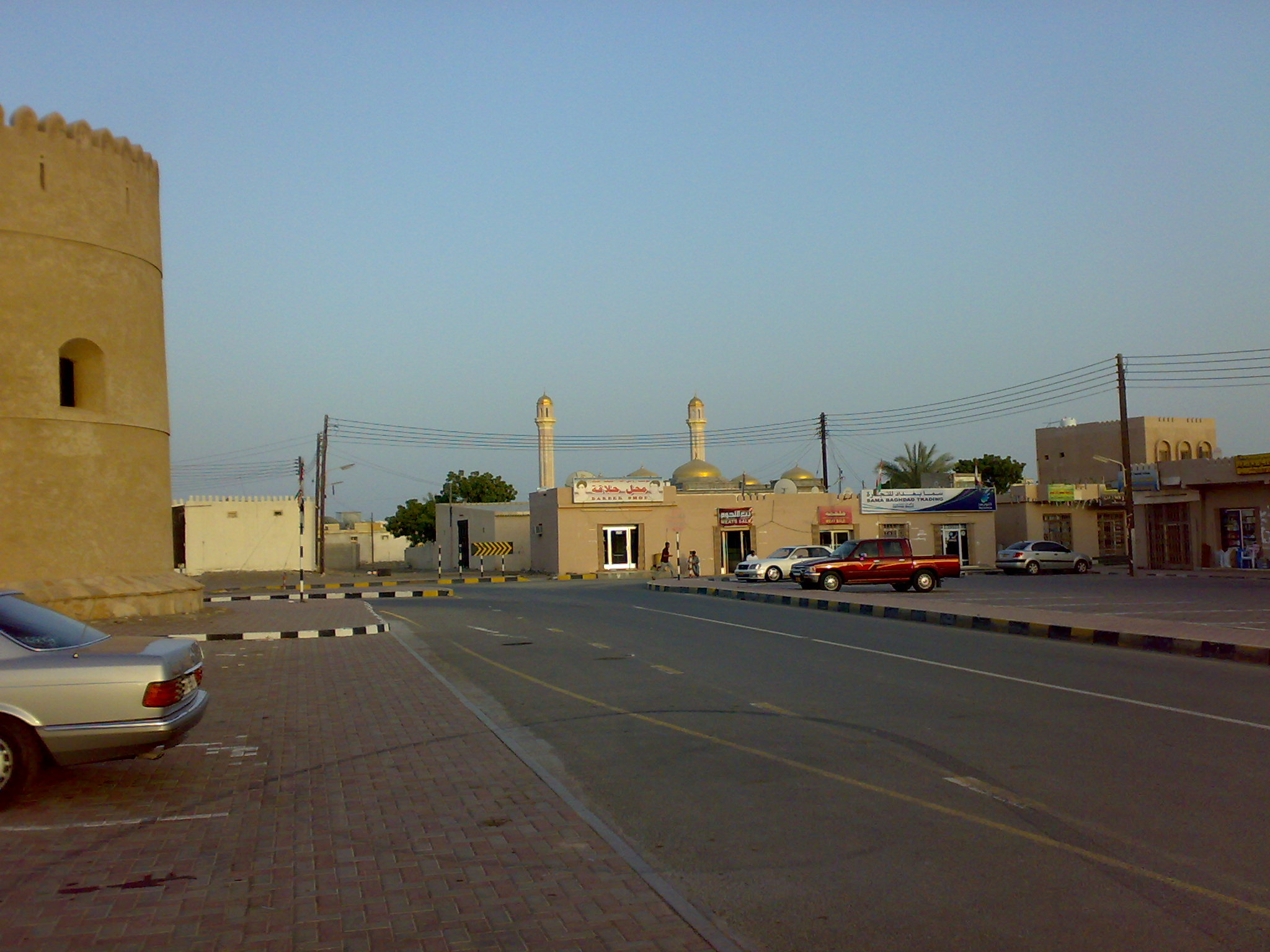
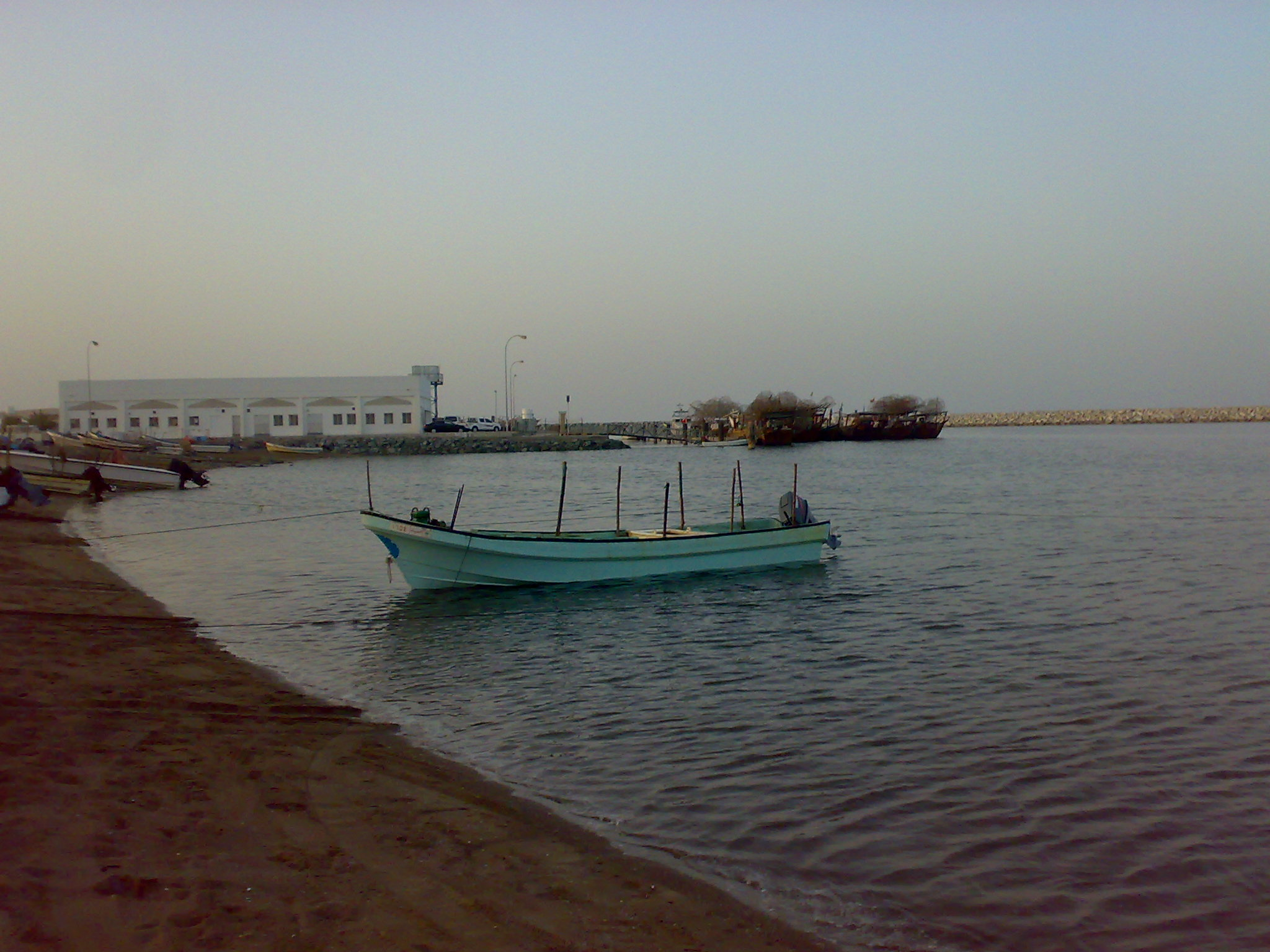
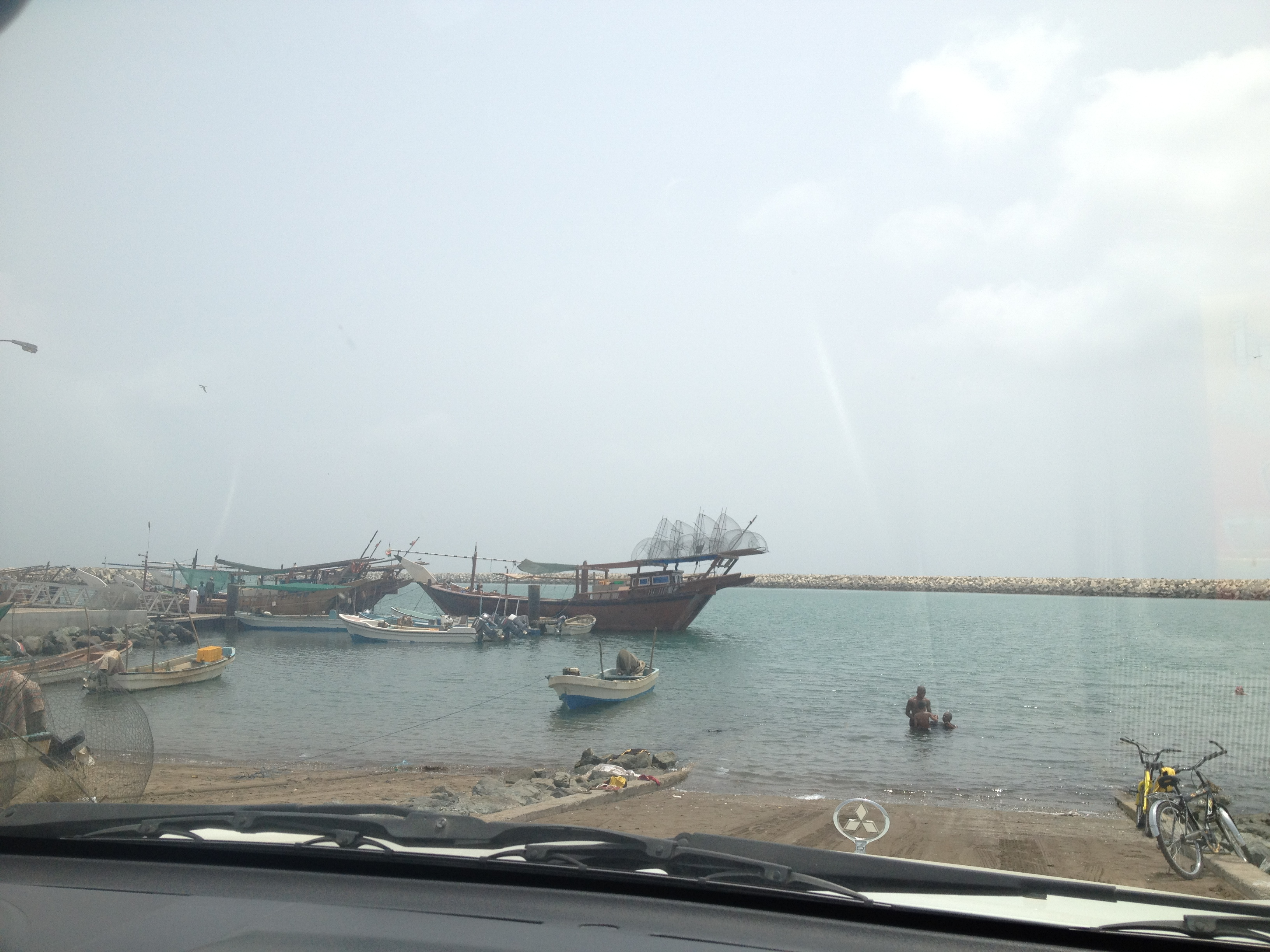
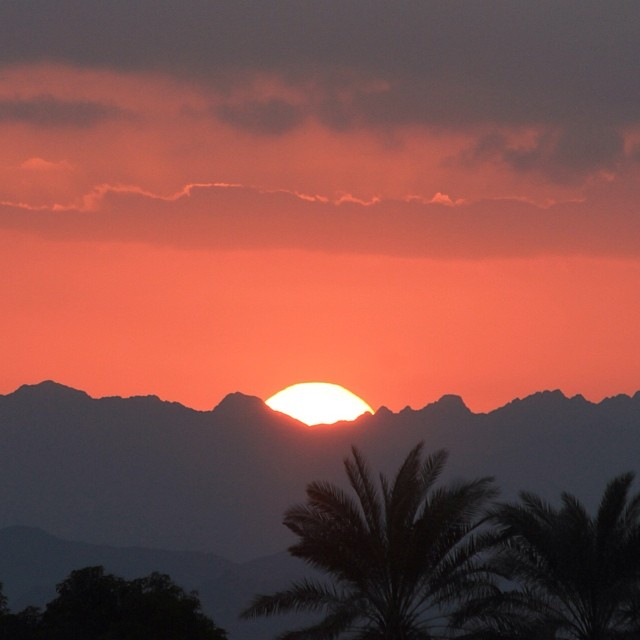
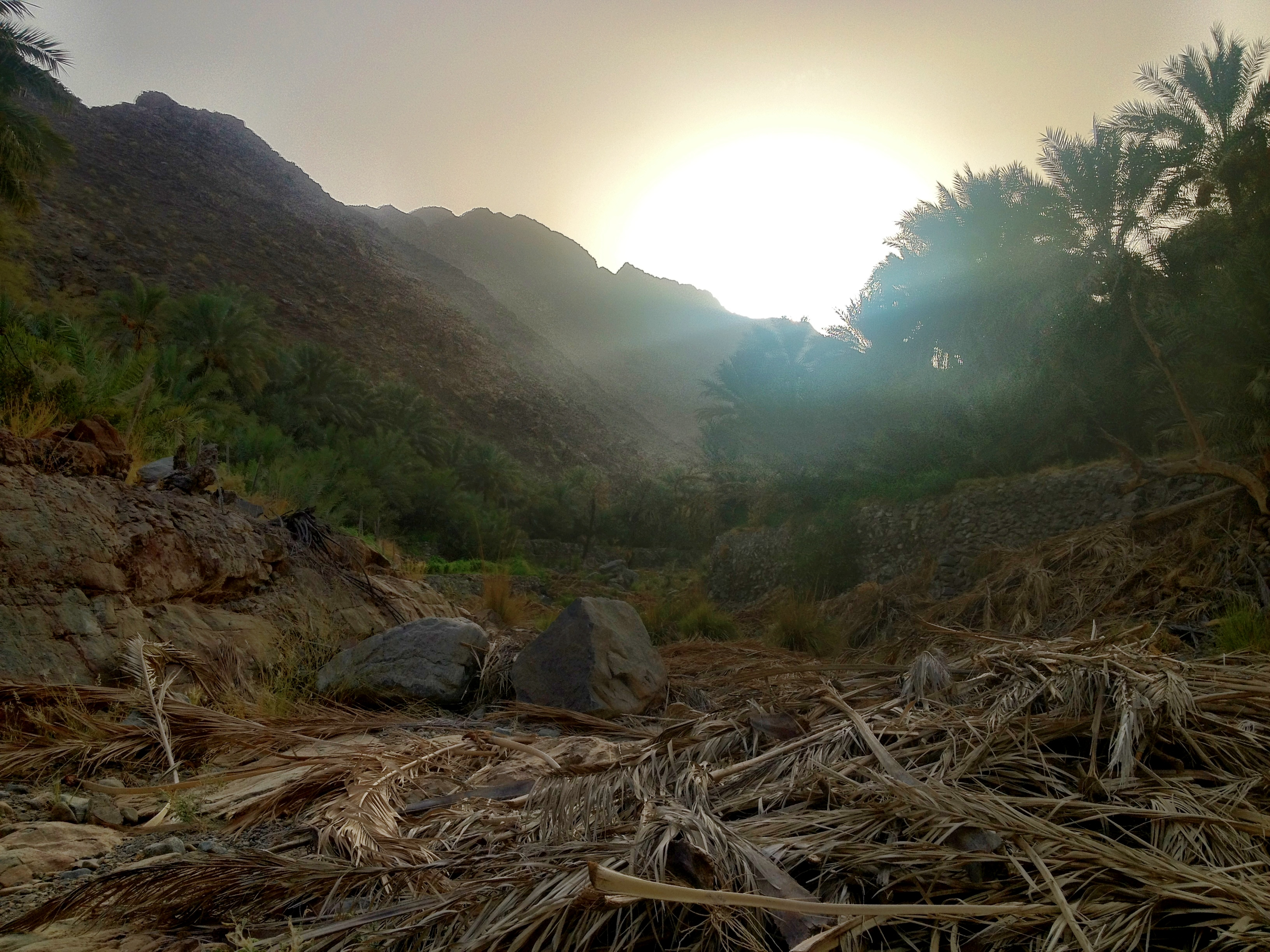

## Климат
| Показатель                    | Янв. | Фев. | Март | Апр. | Май | Июнь | Июль | Авг. | Сен. | Окт. | Нояб. | Дек. | Год |
| ----------------------------- | ---- | ---- | ---- | ---- | --- | ---- | ---- | ---- | ---- | ---- | ----- | ---- | --- |
| Средний суточный максимум, °C | 24   | 23   | 27   | 32   | 36  | 37   | 36   | 35   | 34   | 33   | 29    | 25   | 31  |
| Средний суточный минимум, °C  | 15   | 16   | 18   | 22   | 27  | 29   | 30   | 29   | 27   | 23   | 19    | 16   | 23  |
| Норма осадков, мм             | 17   | 9    | 14   | 4    | 0   | 0    | 0    | 0    | 0    | 0    | 7     | 18   | 69  |